# Apink
Cette page contient des caractères spéciaux ou non latins. S’ils s’affichent mal (▯, ?, etc.), consultez la page d’aide Unicode.
Apink (coréen: 에이핑크, japonais: エーピンク; aussi écrit A Pink) est un girl group sud-coréen de K-pop, originaire de Séoul. Composé de cinq membres, le groupe est formé en 2011 par le label Play M Entertainment. Les membres sont Chorong, Bomi, Eunji, Namjoo et Hayoung.
Les filles font leurs débuts le 19 avril 2011 avec la sortie de leur mini album Seven Springs of A Pink.

## Nom
La signification d'Apink proviendrait d'une association de A Cube Entertainment et de la couleur rose (pink en anglais).

## Histoire

### Origines et débuts (2011)

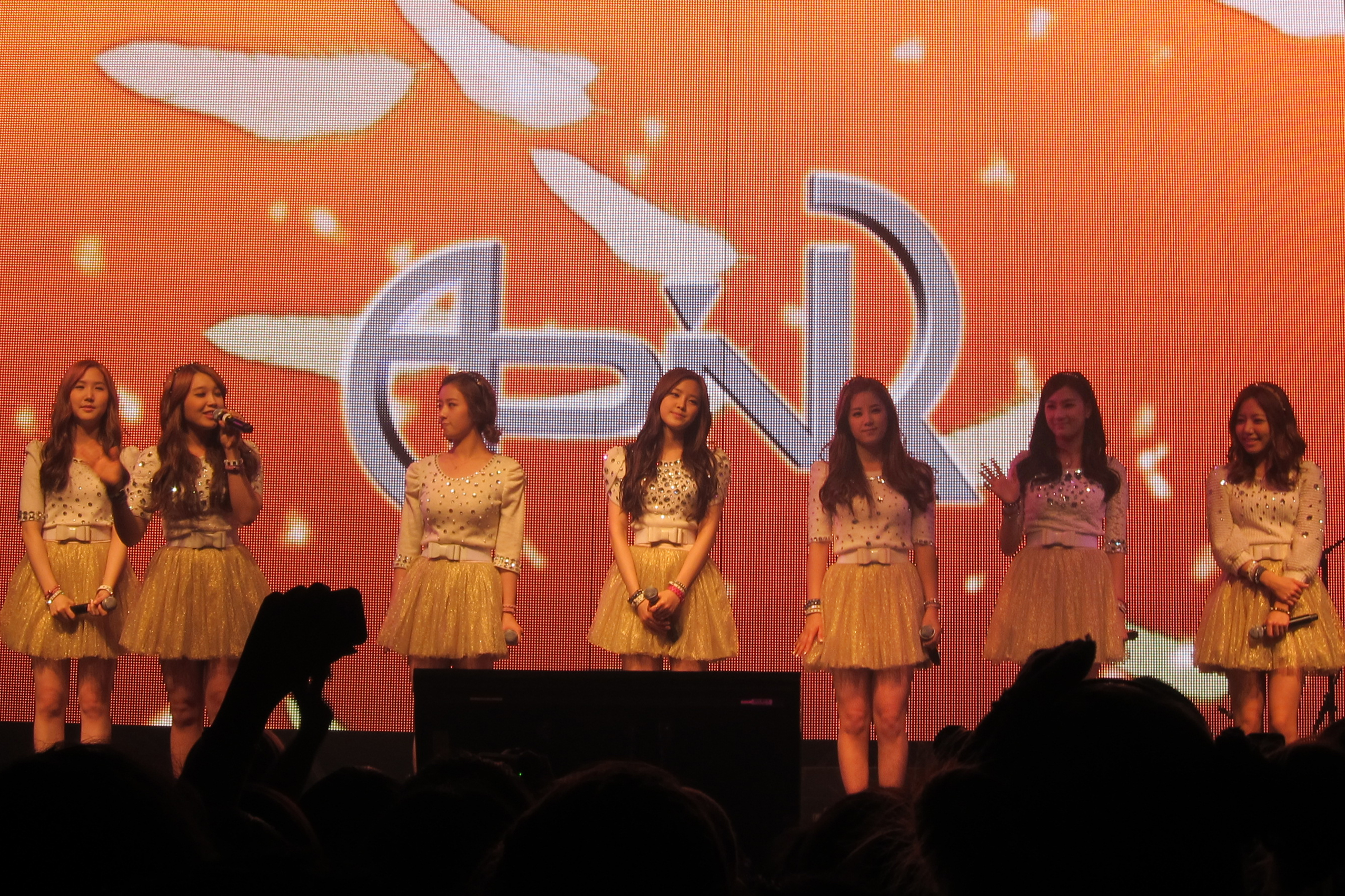
Apink au 2K12 Korea Night à Toronto, au Canada.

Avant de débuter sur scène, les sept filles font leur première apparition le 15 novembre 2010 dans le clip vidéo de Beautiful du groupe Beast, mais le label Cube Entertainment ne confirme rien sur leur éventuel début dans la chanson,. Par la suite le groupe de sept jeunes filles est présenté dans le programme de télé-réalité, A Pink News, diffusé sur la chaîne câblée Trend E. Chaque épisode accueille une célébrité dont G.NA, Mario, Seung Ho et G.O de MBLAQ, Beast, 4Minute, Jinwoon de 2AM, Sunggyu et Sungjong de Infinite ainsi que Sunhwa et Hyosung de Secret. L'épisode pilote est diffusé le 11 mars 2011.
Le teaser de leur premier EP, Seven Springs of A Pink, est révélé le 13 avril 2011. Le groupe sort l'album et le clip vidéo du titre principal I Don't Know (몰라요), le 19 avril. L'album contient cinq titres dont It Girl et Wishlist. Apink fait ses débuts sur scène le 21 avril 2011 au M! Countdown avec le titre I Don't Know. Lors du premier fan meeting, le groupe choisit le nom de son fanclub, « Pink Panda ». Les filles terminent la promotion du titre I Don't Know le 12 juin au SBS Inkigayo. Puis le 22 juin, le groupe révèle un nouveau clip pour It Girl à l'occasion de la sortie en single de sa version remixée. Ainsi les filles reviennent sur scène pour la promotion du single. Par la suite le groupe participe à la bande originale du nouveau drama Protect the Boss, diffusé sur SBS, en réalisant le single Please Let Us Love (우리 그냥 사랑하게 해주세요) le 3 août. Puis les filles participent à la promotion de la compétition GSL d'août 2011. En novembre 2011, Apink participe à un nouveau programme de télé-réalité, Birth of a Family, aux côtés du groupe Infinite. Le programme suit les deux groupes dans lequel ils prennent soin d'animaux abandonnés durant huit semaines. Le premier épisode est diffusé le 12 novembre sur la chaîne KBS2. Le 18 novembre 2011, A Cube Entertainment, révèle que le groupe fera son retour le 22 novembre avec un nouvel album. Le 20 novembre est révélé le teaser de My My, titre principal de leur prochain mini-album, puis le 21 novembre sort le clip vidéo du titre. Le 22 novembre, le groupe sort son deuxième EP, Snow Pink contenant cinq nouveaux titres. Le groupe fait son retour sur scène le 25 novembre au KBS Music Bank avec le titre My My. Le même jour commence la diffusion hebdomadaire de la deuxième saison de A Pink News.
Le succès du groupe est reconnu le 29 novembre 2011 lors de la 13e édition des Mnet Asian Music Awards, où elles remportent le prix de la « révélation féminine de l'année ». Puis le 5 janvier 2012 elles gagnent au M! Countdown avec le titre My My. Le 11 janvier 2012, le groupe remporte le prix de la meilleure révélation lors de la 26e édition des Golden Disc Awards. Puis le 19 janvier 2012, elles remportent le prix de la meilleure révélation lors des 21e Seoul Music Awards.
Le 13 mars 2012, Eunji et le chanteur Yoseob, membre du groupe Beast, sortent un single en duo intitulé Love Day ainsi qu'un clip vidéo. Le groupe se produit sur scène aux côtés de Brian Joo, G.NA et Teen Top au concert 2K12 Korea Night à Toronto le 21 mars 2012.

### Succès commercial (2012–2013)

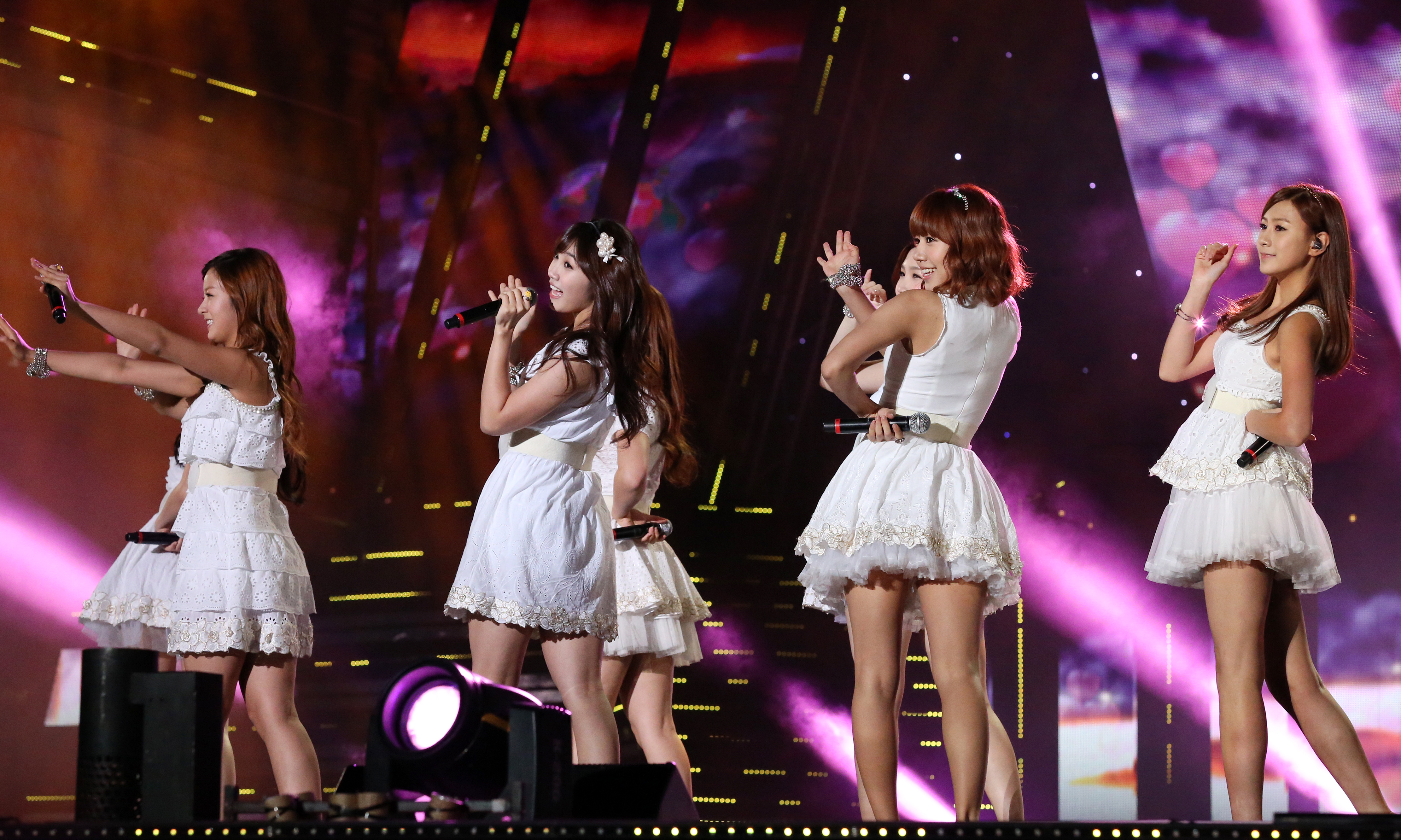
Le groupe au K-Pop World Festival en novembre 2012.

À l'occasion de l'anniversaire de la sortie de leur premier album, le groupe sort, le 19 avril 2012, le single April 19th (4월 19일). La musique est composée par Kim Jin Hwan et les paroles écrites par la jeune Chorong. Le 3 mai 2012, le premier teaser de leur prochain album est révélé. Le clip vidéo du titre principal Hush est révélé le 8 mai. Puis le 9 mai sort leur premier album studio, Une année, contenant neuf titres dont April 19th et Bubibu. Le 22 juin 2012, le groupe revient sur la chaine câblée Trend E avec la troisième saison de leur programme de télé-réalité A Pink News. Le 24 juillet 2012, commence la diffusion sur la chaîne tvN de Answer Me 1997, un nouveau drama dans lequel Eun-ji joue l'un des rôles principaux au côté des chanteurs Seo In-guk et Hoya. Le 28 août, Eun-ji et Seo In-guk réalisent en duo une reprise de All For You pour la bande originale du drama.
Le 3 janvier 2013, dans le cadre du projet d'album A Cube for a Season, Hyunseung des Beast, Eun-ji et Nam-joo des Apink se réunissent le temps d'un titre. Celui-ci s'intitule One Year Ago dont le MV est mis en ligne à cette date.
Pour sa nouvelle campagne publicitaire de 2013, Skoolooks s'allie avec Beast et Apink. Ainsi, le 7 janvier 2013, la marque coréenne d‘uniformes scolaires a dévoilé un clip vidéo, mettant en scène les deux groupes, chantant le titre 5! My Baby (qui se prononce « Oh My Baby »). Le 23 avril 2013, il est annoncé par son label que Hong Yookyung a quitté le groupe pour poursuivre ses études. Le 31 mai 2013, le MV du single Short Hair est mis en ligne. Le titre est chanté par le duo composé de Huh Gak et d'Eunji des Apink, dans le cadre du projet musical A Cube for Season. Notons que peu de temps après sa sortie, la chanson se hisse dans le haut des classements musicaux en ligne. Short Hair se retrouve ainsi à la première place des classements sur les sites de Mnet, Melon, Bugs, Soribada ou bien encore Olleh. Le troisième EP du groupe, Secret Garden et son titre principal NoNoNo sont publiés le 5 juillet. Le groupe promu comme un groupe de six membres après le départ de Hong Yookyung.
Le 17 juillet 2013, Apink remporte son premier trophée au Show Champion pour NoNoNo, suivie de leur première victoire au KBS Music Bank. Les promotions pour NoNoNo se terminent le 16 août. Les filles publient également les clips pour les titres Secret Garden et U You de l'album Secret Garden qui concluent leurs promotions pour le EP. Au cours de la même année, le groupe tient sa première réunion officielle de fanmeeting en Corée, à Taïwan et à Singapour. Le 22 novembre, les filles ont participé à la 15e édition des Mnet Asian Music Awards où elles reçoivent le prix de « Next Generation Global Star Award ». Pour cette année 2013, Cube Entertainment décide d’associer ses propres artistes à ceux de son autre compagnie, A Cube. Le 3 décembre 2013, les fans ont donc pu découvrir le MV accompagnant le titre Christmas Song, interprété par les groupes 4Minute, Beast, BTOB, Apink mais aussi par les artistes solos G.NA, Roh Ji Hoon, Huh Gak et Shin Ji Hoon ainsi que le comédien Kim Ki Ri. Le 3 décembre 2013, Les groupes Apink et B.A.P, qui représentent la marque Skoolooks, tournent dans un mini-clip pour la marque.

### Pink BlossometPink Luv(2014)

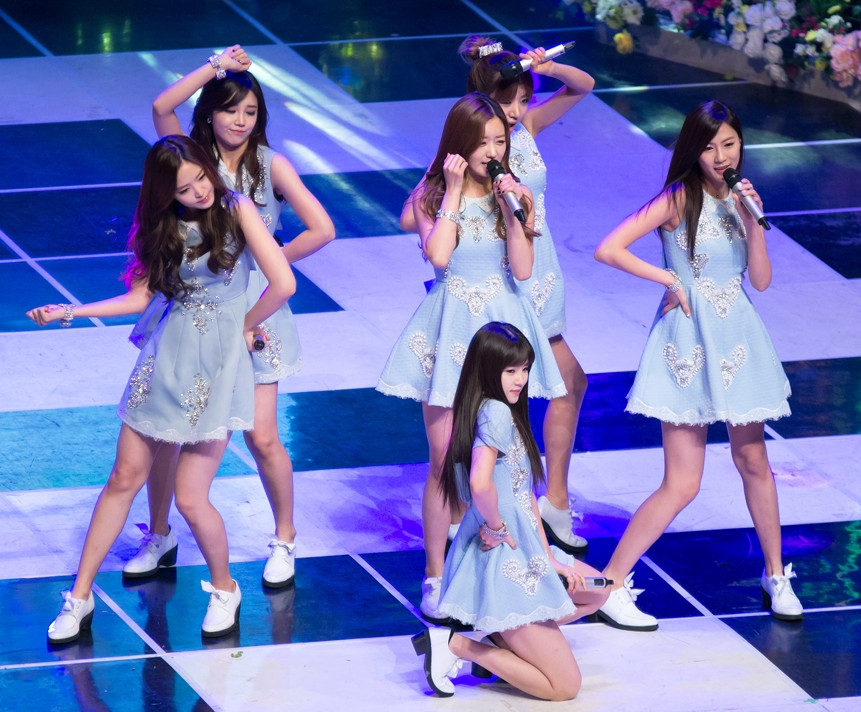
Apink interprétant NoNoNo, le 8 février 2014.

Le 13 janvier 2014, le MV du single intitulé Good Morning Baby, est mis en ligne pour célébrer les 1 000 jours d'existence du groupe. Le 31 mars 2014, Apink sort son quatrième EP nommé Pink Blossom et le clip du titre principal, Mr. Chu. La chanson reçoit un grand nombre d'avis positif et atteint la première place sur neuf charts musicaux. Le 4 avril, le groupe effectue son premier retoru sur scène de Mr. Chu au KBS Music Bank. Apink remporte au total six prix sur différents programmes musicaux pour Mr. Chu. À cause de l'incident Sewol (ferry), les promotions de Mr. Chu et donc de Pink Blossom sont interrompues brusquement le 16 avril, les filles reprennent les promotions musicales le 8 mai avec la chanson Sarang Donghwa. La promotion se conclut le 25 mai au Inkigayo. Le 16 juin, un deuxième clip, Crystal est publié sur YouTube.
Le 14 juin 2014, pour célébrer leur troisième anniversaire, Apink décident de tenir leur second fan meeting qui devait avoir lieu à Séoul le 19 avril mais à la suite de la tragédie du ferry (Sewol) les Apink ont pris la décision de décaler leur fanmeeting.
Apink participent à des événements musicaux : 2014 New Life for Children, pour récolter des dons en faveur de la lutte contre le cancer et aider les enfants atteints de cette maladie, le 5 mai ; 2014 World Cup Cheering Show - Let's Go to Brazil le 28 mai et le 20e anniversaire du Dream Concert le 7 juin, avec d'autres groupes de K-pop. Il y a les performances de : EXO-K, Apink, Girls' Generation, 4Minute, Girl's Day ainsi que d'autres. Outre les activités en Corée du Sud, le groupe fait également ses débuts au Japon avec un showcase le 4 août. Le 22 octobre, le groupe sort son premier single japonais, NoNoNo (qui se compose des versions japonaises de deux de leur singles, NoNoNo et My My).

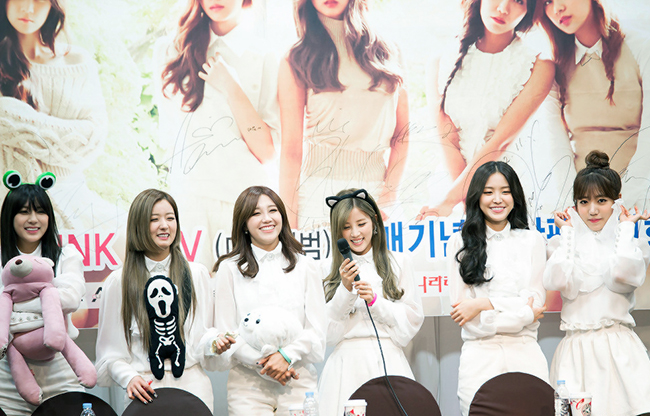
Apink en 2014.

Le 13 novembre 2014, le groupe reçoit le prix de « meilleure danse féminine » lors de la sixième cérémonie des MelOn Music Awards, pour leur chanson Mr. Chu. Taeyang, IU, 2NE1 et bien d'autres recevront des distinctions lors de cette cérémonie. Le 24 novembre 2014, après un délai d'une semaine car la A Cube Entertainment repousse la sortie de l'opus qui initialement devait donc sortir le 17 novembre 2014, Apink sort son cinquième EP, Pink Luv, ainsi que le MV de Luv. Le 21 novembre, le groupe effectue son premier retour sur scène au Music Bank. Quelques heures après sa sortie en ligne, Luv devient numéro 1 sur tous les grands charts de musique en ligne, dont : MelOn, Naver, Daum, Mnet, et Olleh.
Apink devient le premier et seul groupe féminin en 2014 à remporter la première place des trois principaux programmes musicaux pendant deux semaines consécutives, à la suite de ce succès, A Cube Entertainment a annoncé le 16 décembre : « Le 13, Apink est devenu le premier girl group à s'imposer sur les trois programmes musicaux majeurs pour deux semaines consécutives. Nous allons donc mettre en place le concert solo qui vous a été promis. » Les filles se présenteront lors de deux concerts, baptisés Pink Paradise, les 30 et 31 janvier 2015 à Séoul.
Les 22 et 23 novembre marquaient l'ouverture de la billetterie afin d'assister à leur représentation. Le 23 décembre seulement, l'agence du girl group informe le public que les 7 200 places libres avaient été réservées en l’espace de deux minutes.

### Récompenses et montée en succès (2015)

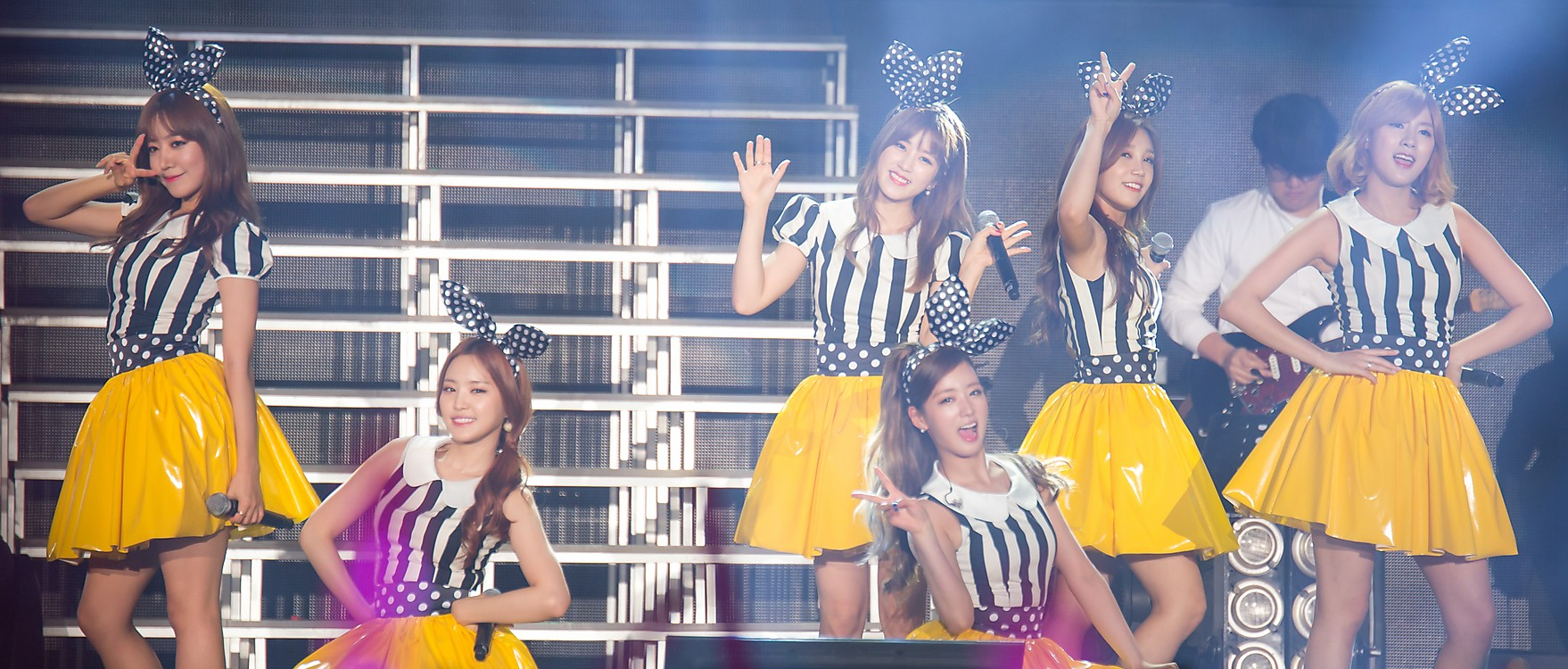
Apink lors de son concert Pink Paradise, le 30 mai 2015.

Le 14 janvier 2015, les Apink ouvrent leur compte Weibo officiel. Le 15 janvier 2015, il est annoncé que les Apink feront bientôt leur retour au Japon avec la sortie d'un nouveau single japonais nommé Mr. Chu qui contiendra donc la version japonaise de celui-ci et qui sera disponible à partir du 18 février. Lors de la cérémonie des Golden Disc Awards qui s'est déroulée sur deux jours se finissant le 15 janvier à 18 h 30 à Pékin, en Chine, les filles remportent le Golden Disc (Album Division) mais elles sont aussi récompensées dans la catégorie « meilleure performance - groupe féminin ». Le 22 janvier 2015, la 24e édition des Seoul Music Awards a lieu dans la capitale sud-coréenne. Le groupe y remporte le prix de « meilleurs artistes de l'année ». Le 22 février 2015, il est annoncé que les Apink vont sortir un nouveau single au Japon, la version japonaise de Luv, dont la sortie est prévue pour mai. Le 14 avril 2015, A Cube Entertainment, l'agence du groupe, révèle que les filles sortent un titre spécial le 19 avril à minuit, juste à temps pour fêter le quatrième anniversaire des Apink. Afin de rendre cette sortie encore plus particulière, c’est Eunji, la chanteuse principale du groupe, qui en a écrit les paroles. Le 19 avril, le MV de Promise U est mis en ligne.
Le 3 juin 2015, il est annoncé que les filles devraient faire leur retour cet été plus précisément en juillet. Le 29 juin 2015, A Cube Entertainment confirme la date de leur retour, il est fixé au 16 juillet 2015 avec l'album Pink Memory. Le 16 juillet 2015, l'album Pink Memory sort, et le MV du titre-phare, Remember, est mis en ligne. Le 17 juillet 2015, il est annoncé les jeunes femmes s'apprêtent à également réaliser leur retour au Japon. En effet, le compte Twitter officiel japonais des artistes met en ligne trois clichés, dévoilant les trois différentes pochettes – correspondant aux trois versions – du premier opus nippon des artistes, Pink Season, qui sortira le 12 août. Le 22 juillet 2015, il est annoncé que le groupe devrait prochainement réaliser son second concert solo en août, Pink Island. L'événement se déroulera donc les 22 et 23 août au Jamsil Indoor Gymnasium, à Séoul. Le 4 août 2015, une autre piste de l'album Pink Memory bénéficie d'un MV, Petal. Elles sortent Sunday Monday en version japonaise le 9 décembre 2015, qui sert de premier single à leur deuxième album japonais Pink Doll.
Fin 2015, le groupe annonce le début d'une tournée américaine qui commence le 5 janvier 2016 à Vancouver, suivit de Dallas, San Francisco et Los Angeles. Le même mois, elles ont reçu le Bonsang au Seoul Music Awards et Golden Disc Awards,.

### Reconnaissance internationale et restructuration (2016–2017)
Le 23 mars 2016, elles sortent leur quatrième single et le deuxième single de Pink Doll, Brand New Days, qui est aussi leur toute première chanson japonaise originale. En avril 2016, Eunji commence sa carrière solo avec son premier EP Dream et son single Hopefully Sky. La chanson débute no 1 sur le Gaon Digital Chart, et termine l'année avec plus de 1,300,000 de téléchargements,. Puis quelques jours plus tard, le groupe sort un single coréen The Wave pour commémorer ses 5 ans, dont les paroles sont écrites par Chorong. La chanson se retrouve plus tard dans leur album Pink Revolution. Le 7 juillet 2016, elles commencent leur deuxième tournée japonaise à Sapporo, et continuent dans 7 différentes villes le mois suivant pour la promotion de Summer Time!, le troisième et dernier single japonais de Pink Doll.
Pink Revolution, leur troisième album studio coréen, sort le 26 septembre 2016 accompagné de son single Only One, après plus d'un an et deux mois d'absence. Comme l'indique le titre de l'album, ce nouvel opus montre un côté plus mature et sophistiqué du groupe qui sera maintenant le but du groupe dans leurs prochains albums. De novembre à décembre, le groupe commence son Pink Aurora Asia Tour pour la sortie de leur deuxième album studio Pink Doll le 21 décembre, ainsi que le troisième concert Pink Party à Séoul. Le 15 décembre 2016, le groupe sort un album spécial Dear, dédié à l'amour que les fans ont donné malgré le manque de promotion en Corée du Sud cette année. Le single Cause You're My Star est accompagné de quatre autres chansons écrites par les membres, ainsi que les instrumentales d'anciennes chansons.
Le groupe commence son année 2017 avec la sortie de leur septième single japonais le 21 mars 2017, Bye Bye, qui est le premier single de leur troisième album studio japonais prévu pour la fin de l'année. Le groupe sort quelques semaines après le single coréen Always pour les fans, qui sera inclut dans leur prochain album coréen.
Le deuxième EP d'Eunji, The Spring, sort le 10 avril ainsi que sa chanson-titre homonyme, et elle a son premier concert solo du 3 au 5 juin à Séoul. Le 26 juin 2017, le groupe fait son retour avec Pink Up et son single Five. L'album débute à la première place du Gaon Album Chart, tandis que Five rentre dans le top 5 du Gaon Digital Chart. Leur huitième single japonais More GO!GO! sort le 25 juillet 2017, et elles embarquent dans leur troisième tournée japonaise 3 Years pour en faire la promotion, suivie d'une tournée asiatique Pink Up Asia Tour en août. En octobre 2017, elles annoncent la sortie de leur troisième album studio japonais Pink Stories pour le 27 décembre 2017, incluant Bye Bye et More GO!GO!, ainsi que le troisième final single Orion durant le mois.

### 10eanniversaireet renouveau (depuis 2018)
Apink commence son quatrième concert coréen Pink Space à Séoul le 12 et 13 janvier, dont les places sont toutes vendues en moins de 3 minutes[réf. nécessaire]. Puis en avril, pour fêter leurs 7 ans, elles sortent la chanson Miracle accompagné d'un photobook et fan meeting.
Le 2 juillet, le groupe sort son septième mini-album One and Six, accompagné de son single I'm So Sick. Le groupe prend une toute nouvelle tournure dans son concept et genre[réf. nécessaire], avec une chanson ayant usage d'autotune, de synthétiseur, et de tropical house beats. La chanson atteint directement la première place de divers classements musicaux coréens, et rentre dans le top 3 du Gaon Digital Chart, leur premier depuis Remember en 2015. L'album de son côté, débute aussi à la première place sur le Gaon Album Chart, et débute à la 11e place du Billboard World Albums Chart, la meilleure place de leur carrière. La chanson est très appréciée par les critiques, et le groupe est félicité pour avoir changé de concept et genre fluidement. Le Billboard déclare I'm So Sick comme la 8e meilleure chanson de K-pop de 2018, deuxième par un groupe féminin, et le groupe fait sa toute première apparition dans le Billboard Social 50 à la 39e place. Le groupe s'embarque dans une autre tournée asiatique le mois suivant.
Le 7 janvier 2020, le groupe sort son huitième mini-album Percent, ainsi que son single %% (Eung Eung). Le 19 avril 2020, le groupe sort le single digital Everybody Ready? pour fêter ses 8 ans. La chanson fait partie de leur futur album. Le 13 avril 2020, le groupe sort son neuvième EP intitulé Look, avec en chanson-titre Dumhdurum. La chanson est composée par Black Eyed Pilseung (en) et Jeon Goon, qui ont déjà produit leurs deux derniers retours. La chanson est un succès, atteignant la première place du Melon Chart[réf. nécessaire], leur troisième numéro 1 dans leur carrière depuis LUV et Remember. Cette chanson marque le retour de Naeun après son hiatus[réf. nécessaire].
Le 14 février 2022, elles reviennent avec l'album Horn¨ avec en chanson-titre Dilemma. La chanson est composée par Black Eyed Victory et Jeon Goon, ce dernier ayant déjà produit les trois derniers retours. Naeun ne pourra pas participer aux promotions du groupe en raison de son emploi du temps trop chargé étant donné ses activités d'actrice sous YG Entertainment en parallèle. Le 8 avril 2022, Naeun annonce résilier son contrat avec IST Entertainment et quitter Apink. De ce fait, Apink est alors composé de 5 membres: Chorong, Bomi, Eunji, Namjoo et Hayoung. Après cela, c'est le 12 juillet 2022 que le duo Chobom composé de Chorong et de Bomi fait ses débuts avec le single Copycat contenant 3 titres.

## Membres

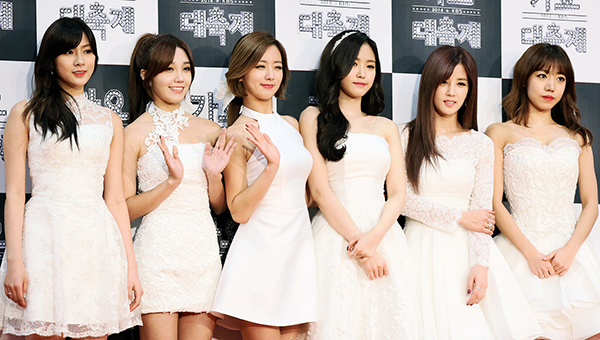
Apink au 2014 KBS Song Festival. De gauche à droite : Hayoung, Eunji, Bomi, Naeun, Chorong et Namjoo.

| Nom de scène | Nom de scène | Nom de naissance | Nom de naissance | Date de naissance | Nationalité  | Positions                                                   |
| Romanisé     | Coréen       | Romanisé         | Coréen           | Date de naissance | Nationalité  | Positions                                                   |
| ------------ | ------------ | ---------------- | ---------------- | ----------------- | ------------ | ----------------------------------------------------------- |
| Chorong      | 초롱         | Park Cho-rong    | 박초롱           | 3 mars 1991       | Sud-coréenne | Leader, Rappeuse, Vocaliste, Danseuse, Unnie (la plus âgée) |
| Bomi         | 보미         | Yoon Bo-mi       | 윤보미           | 13 août 1993      | Sud-coréenne | Danseuse, Vocaliste, Rappeuse                               |
| Eunji        | 은지         | Jung Hye-rim     | 정혜림           | 18 août 1993      | Sud-coréenne | Vocaliste, Danseuse, Visage du groupe                       |
| Namjoo       | 남주         | Kim Nam-joo      | 김남주           | 15 avril 1995     | Sud-coréenne | Danseuse, Vocaliste, Rappeuse                               |
| Hayoung      | 하영         | Oh Ha-young      | 오하영           | 19 juillet 1996   | Sud-coréenne | Vocaliste, Danseuse, Rappeuse, Maknae (la plus jeune)       |

### Anciens membres
| Nom de scène | Nom de scène | Nom de naissance | Nom de naissance | Date de naissance | Nationalité  | Date de départ |
| Romanisé     | Coréen       | Romanisé         | Coréen           | Date de naissance | Nationalité  | Date de départ |
| ------------ | ------------ | ---------------- | ---------------- | ----------------- | ------------ | -------------- |
| Yookyung     | 유경         | Hong Yoo-kyung   | 홍유경           | 22 septembre 1994 | Sud-coréenne | 23 avril 2013  |
| Naeun        | 나은         | Son Na-eun       | 손나은           | 10 février 1994   | Sud-coréenne | 8 avril 2022   |

### Unité
- Apink Chobom (에이핑크 초봄) – Chorong & Bomi

## Discographie

### Albums studio
- 2012 : Une annee
- 2015 : Pink Memory
- 2015 : Pink Season (Japon)
- 2016 : Pink Revolution
- 2016 : Pink Doll (Japon)
- 2017 : Pink Stories (Japon)
- 2022 : Horn

### EP
- 2011 : Seven Springs of Apink
- 2011 : Snow Pink
- 2013 : Secret Garden
- 2014 : Pink Blossom
- 2014 : Pink Luv
- 2017 : Pink UP
- 2018 : One & Six
- 2019 : Percent
- 2020 : Look
- 2023 : Self

## Filmographie

### Télé-réalité
- A Pink News - Season 1 (12 épisodes)
- Birth of a Family (16 épisodes)
- A Pink News - Season 2 (12 épisodes)
- A Pink News - Season 3 (13 épisodes)

### Dramas
- MBC All My Love (Chorong)
- TvN Reply 1997 (Eunji)
- SBS The Great Seer (Naeun)
- JTBC Childless Comfort (Naeun)
- Trot Lovers (Eunji)
- Sassy go go (Eunji)

## Distinctions
| Année | Récompense |
| ----- | --- |
| 2011  | - 13e Mnet Asian Music Awards : meilleur groupe féminin - 19e Korean Culture Entertainment Awards : Idol Music Rookie Award                                                                    |
| 2012  | - 26e Golden Disk Awards : meilleur nouveau venu - 7e Asia Model Festival Awards : New Star Award - 21e Seoul Music Awards : Newcomer Award - 1e Gaon Chart Awards : Nouveau groupe de l'année |

### Programmes de classement musicaux
| Année | Date        | Programme        | Titre récompensé |
| ----- | ----------- | ---------------- | ---------------- |
| 2012  | 5 janvier   | M! Countdown     | My My            |
| 2013  | 17 juillet  | Show Champion    | NoNoNo           |
| 2013  | 19 juillet  | Music Bank       | NoNoNo           |
| 2014  | 9 avril     | Show Champion    | Mr. Chu          |
| 2014  | 10 avril    | M! Countdown     | Mr. Chu          |
| 2014  | 11 avril    | Music Bank       | Mr. Chu          |
| 2014  | 12 avril    | Show! Music Core | Mr. Chu          |
| 2014  | 13 avril    | Inkigayo         | Mr. Chu          |
| 2014  | 8 mai       | M! Countdown     | Mr. Chu          |
| 2014  | 2 décembre  | The Show         | Luv              |
| 2014  | 5 décembre  | Music Bank       | Luv              |
| 2014  | 6 décembre  | Show! Music Core | Luv              |
| 2014  | 7 décembre  | Inkigayo         | Luv              |
| 2014  | 9 décembre  | The Show         | Luv              |
| 2014  | 12 décembre | Music Bank       | Luv              |
| 2014  | 13 décembre | Show! Music Core | Luv              |
| 2014  | 14 décembre | Inkigayo         | Luv              |
| 2014  | 16 décembre | The Show         | Luv              |
| 2014  | 18 décembre | M! Countdown     | Luv              |
| 2014  | 19 décembre | Music Bank       | Luv              |
| 2014  | 20 décembre | Show! Music Core | Luv              |
| 2014  | 25 décembre | M! Countdown     | Luv              |
| 2014  | 26 décembre | Music Bank       | Luv              |
| 2014  | 28 décembre | Inkigayo         | Luv              |
| 2015  | 3 janvier   | Show! Music Core | Luv              |
| 2015  | 10 janvier  | Show! Music Core | Luv              |
| 2015  | 29 juillet  | Show Champion    | Remember         |
| 2015  | 30 juillet  | M! Countdown     | Remember         |
| 2015  | 31 juillet  | Music Bank       | Remember         |